# CBS Studio Center
CBS Studio Center es un estudio de televisión y de cine ubicado en el distrito de Studio City de Los Ángeles en el Valle de San Fernando. Se encuentra en 4024 Radford Avenue. El lote, que no está abierto al público para visitas, cuenta con 18 estudios de sonido de 7000 a 25 000 ft² (2300 m²), 220 000 pies cuadrados (20 000 m²) de espacio para oficinas y 223 vestuarios.
Es uno de los dos estudios de grabación propiedad de CBS en Los Ángeles, California, y el otro es CBS Television City. La compañía también ya tenía la propiedad de otros dos estudios: Columbia Square y la Paramount Pictures.
Las estaciones de televisión KCBS-TV y KCAL-TV tienen sus operaciones desde 2007.

## Television shows
- 100 Questions
- 3rd Rock from the Sun
- 9JKL
- A Different World
- A.P. Bio
- Accidentally on Purpose
- According to Jim
- Alone Together
- American Gladiators
- American Housewife
- Are You Smarter Than a 5th Grader? (first 10 episodes)
- Baby Daddy
- Bad Teacher
- The Bernie Mac Show
- Bet on Your Baby
- Better with You
- Big Brother
- Big Brother: Over the Top
- The Big Valley
- The Bill Engvall Show
- The Bob Newhart Show
- Boston Common
- Boy Meets World
- Brooklyn Nine-Nine
- Cane
- Can't Hurry Love
- Card Sharks (2020)
- Caroline in the City
- Celebrity Big Brother
- Celebrity Circus
- The Class
- The Cleaner
- CSI: Cyber
- CSI: NY
- The Collen Thibile Show
- Colony
- Combat!
- Community
- Criminal Minds: Beyond Borders
- Cybill
- Dave's World
- The Defenders
- Designing Women
- The Doris Day Show (2nd–5th seasons)
- Double Dare (2018-2019)
- Duets
- The Ellen Show
- Entertainment Tonight (2008–present)
- Evening Shade
- The Exes
- Falcon Crest
- Family Affair
- Family Feud
- Food Network Star (season 12)
- The Game
- Gary Unmarried
- Get Smart
- Gilligan's Island
- Girlfriends
- Good Morning, Miami
- Grace Under Fire
- Grandfathered
- Greek
- Greg the Bunny
- Grounded for Life
- Gunsmoke
- Half & Half
- Happily Divorced
- Hearts Afire
- Hill Street Blues
- Hip Hop Squares
- Hole in the Wall
- Hot in Cleveland (2010–2015)
- How to Be a Gentleman
- If Not for You
- It's Always Sunny in Philadelphia
- The Insider (2008-2017)
- The Jeff Foxworthy Show
- Just Shoot Me!
- Kevin from Work
- Kirstie
- The Larry Sanders Show
- Last Man Standing
- Leave It to Beaver
- Less than Perfect
- Lou Grant
- Malcolm in the Middle
- Malibu Country
- Man with a Plan
- The Mary Tyler Moore Show
- Masters of the Maze
- The Mayor
- Melissa & Joey
- The Millers
- Million Dollar Password
- Minute to Win It
- The Moment of Truth
- Mulaney
- My Three Sons
- My Two Dads
- Mystery Girls
- The Naked Truth
- The family Group TV series
- Newhart
- NewsRadio
- The Nine Lives of Chloe King
- The O'Keefes
- On the Lot (Adrianna Costa-hosted shows)
- The Odd Couple (2015)
- Outsourced
- Parks and Recreation
- Passions (1999–2008)
- The Paul Reiser Show
- Perfect Couples
- Phyllis
- Planet of the Apps
- Playing House
- The Pyramid
- Rawhide
- The Real O'Neals
- Remington Steele
- Retired at 35
- Rhoda
- Richard Diamond
- Riot
- Rita Rocks (2008–2009)
- Rodney
- Romantically Challenged
- Roommates
- Roseanne (original series & 2018 revival)[1][2]
- Roundhouse
- Ruby & The Rockits
- Samantha Who?
- The Sarah Silverman Program
- SEAL Team
- Seinfeld
- The Singing Bee
- The Single Guy
- The Soul Man
- Spin City
- St. Elsewhere
- State of Georgia
- Still Standing
- Superior Donuts
- Survivor Finale and reunion shows
- That '70s Show
- That '80s Show
- The Talk
- Thirtysomething
- Titus
- To Tell the Truth
- Tracey Ullman's State of the Union
- Twisted
- Unhappily Ever After
- United States of Tara
- Uzalo
- The Virginian
- The Voice
- The White Shadow
- Whitney
- The Wild Wild West
- Will & Grace (1998-2006)
- WKRP in Cincinnati
- Win, Lose or Draw
- Wisdom of the Crowd
- Yes, Dear
- Young & Hungry

|}

## Programas de televisión
- 3rd Rock from the Sun
- A Different World
- According to Jim
- America's Got Talent
- American Gladiators
- Are You Smarter Than a 5th Grader? (primeros 10 episodios)
- Big Brother
- The Bernie Mac Show
- The Big Valley
- The Bill Engvall Show
- The Bob Newhart Show
- Boston Common
- Boy Meets World
- Cane
- Caroline in the City
- Celebrity Circus
- The Class
- The Cleaner
- CSI: NY
- Combat!
- Dave's World
- Designing Women
- The Doris Day Show (2º–5º temporada)
- Entertainment Tonight (2008–presente)
- Evening Shade
- Falcon Crest
- The Game
- Gilligan's Island
- Girlfriends
- Grace Under Fire
- Greek
- Grounded for Life
- Gunsmoke
- Happily Divorced
- Hearts Afire
- Hill Street Blues
- Hole in the Wall
- Hot in Cleveland
- The Insider (2008–presente)
- The Jeff Foxworthy Show
- Just Shoot Me!
- The Larry Sanders Show
- Last Man Standing
- Leave It to Beaver (1957–59)
- Less Than Perfect
- Lou Grant
- The Mary Tyler Moore Show
- Million Dollar Password (segunda temporada, 2008–2009)
- Minute to Win It (2010–presente)
- The Moment of Truth
- My Three Sons
- My Two Dads
- The New WKRP in Cincinnati
- Newhart
- NewsRadio
- On the Lot (Adrianna Costa-shows)
- Parks & Recreation
- Passions (1999–2008)
- Phyllis
- Rawhide
- Remington Steele
- Rhoda
- The Rich List
- Ringer
- Rita Rocks (2008–presente)
- Rodney
- Roommates
- Roseanne
- Roundhouse
- Samantha Who?
- The Sarah Silverman Show
- Seinfeld
- So You Think You Can Dance
- Spin City
- St. Elsewhere
- Still Standing
- Survivor
- That '70s Show
- That '80s Show
- The Late Late Show with Craig Ferguson
- The Late Late Show with James Corden
- The Talk
- Thirty something
- Titus
- The Virginian
- The White Shadow
- The Wild Wild West
- Up All Night
- Whitney
- Will & Grace
- WKRP in Cincinnati
- Yes, Dear